# ABO (gen)

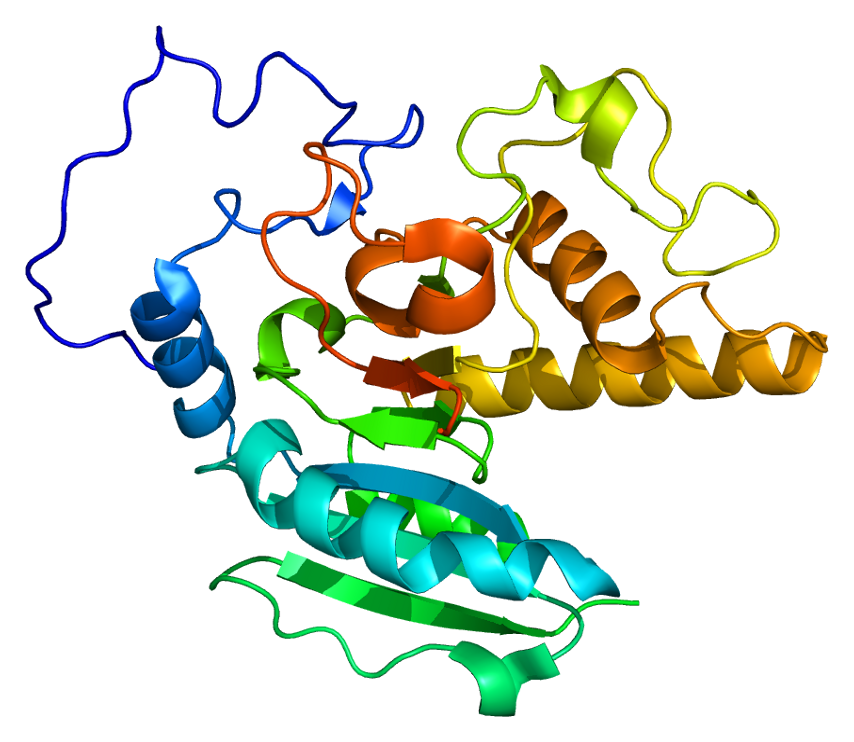
Estructura de la proteína ABO. Basado en la representación de PyMOL de PDB 1lz0.

El gen ABO codifica la enzima del sistema de grupos sanguíneos ABO en humanos, una enzima con actividad glucosiltransferasa. Se expresa de forma ubicua en muchos tejidos y tipos de células.  ABO determina el grupo sanguíneo ABO de un individuo modificando los oligosacáridos en las glicoproteínas de la superficie celular. Las variaciones entre individuos en la secuencia de la proteína determinan el tipo de modificación y con ello el grupo sanguíneo. El gen ABO también contiene uno de los 27 SNPs asociados con un mayor riesgo de enfermedades coronarias.

## Estructura
El gen ABO reside en la banda 9q34.2 del cromosoma 9 y contiene siete exones. El locus ABO codifica tres alelos. El alelo A produce α-1,3-N-acetilgalactosamina transferasa (A-transferasa), que cataliza la transferencia de residuos de N-Acetilgalactosamina (GalNAc) desde el nucleótido donante UDP-GalNAc a los residuos de galactosamina(Gal) del antígeno aceptor H, convirtiendo el antígeno H en antígeno A en individuos A y AB. El alelo B codifica α-1,3-galactosil transferasa (B-transferasa), que cataliza la transferencia de residuos Gal desde el nucleótido donante UDP-Gal a los residuos de Gal del antígeno aceptor H, convirtiendo el antígeno H en antígeno B en individuos B y AB. Sorprendentemente, la diferencia entre las enzimas glucosiltransferasas A y B es de solo cuatro aminoácidos. El alelo O carece de ambas actividades enzimáticas debido al cambio de marco causado por una deleción de guanina-258 en el gen que corresponde a una región cercana al extremo N-terminal de la proteína. Esto da como resultado un cambio de marco de lectura y la traducción de una proteína casi completamente diferente. Esta mutación da como resultado una proteína incapaz de modificar los oligosacáridos que terminan en fucosa unida a la galactosa. Por tanto, no se encuentra ningún antígeno A o B en los individuos O. Esta combinación de glúcidos se denomina antígeno H. Estos antígenos juegan un papel importante en la compatibilidad en las transfusiones de sangre y el trasplante de órganos. Otros alelos menores han sido encontrados para este gen.

## Alelos comunes
Hay seis alelos comunes en individuos de ascendencia europea. Casi todos los fenotipos humanos del gen ABO son una combinación de estos seis alelos:
- A
  - A101 (A1)
  - A201 (A2)
- B
  - B101 (B1)
- O
  - O01 (O1)
  - O02 (O1v)
  - O03 (O2)

Se han encontrado muchas variantes poco frecuentes de estos alelos en poblaciones humanas de todo el mundo.

## Importancia clínica
En células humanas, algunas anomalías en los alelos ABO y/o sus glucosiltransferasas correspondientes han sido relacionadas con afecciones oncológicas. Usando anticuerpos monoclonales anti-GTA / GTB, se demostró que la pérdida de estas enzimas se correlacionaba con el cáncer de vejiga y el carcinoma oral. Además, la expresión de antígenos del grupo sanguíneo ABO en tejidos humanos normales depende del tipo de diferenciación del epitelio. En la mayoría de los carcinomas humanos, incluido el carcinoma oral, un evento importante como parte del mecanismo subyacente es la disminución de la expresión de los antígenos A y B. Varios estudios han observado que se produce una regulación negativa relativa de GTA y GTB en los carcinomas orales en asociación con el desarrollo de tumores. Más recientemente, un estudio de asociación del genoma completo (GWAS) ha identificado variantes en el locus ABO asociadas con la susceptibilidad al cáncer pancreático.

### Marcador clínico
Un estudio de puntuación de riesgo poligénico de múltiples locus basado en una combinación de 27 loci, incluido el gen ABO, devolvió individuos con mayor riesgo de enfermedades coronarias tanto incidentes como recurrentes, así como un beneficio clínico mejorado de la terapia con estatinas. Esto se llevó a cabo mediante un estudio de cohorte comunitario (el estudio Malmo Diet and Cancer) y cuatro ensayos controlados aleatorios adicionales de cohortes de prevención primaria (JUPITER y ASCOT) y cohortes de prevención secundaria (CARE y PROVE IT-TIMI 22).